# Eppinger Straße 66 (Böckingen)

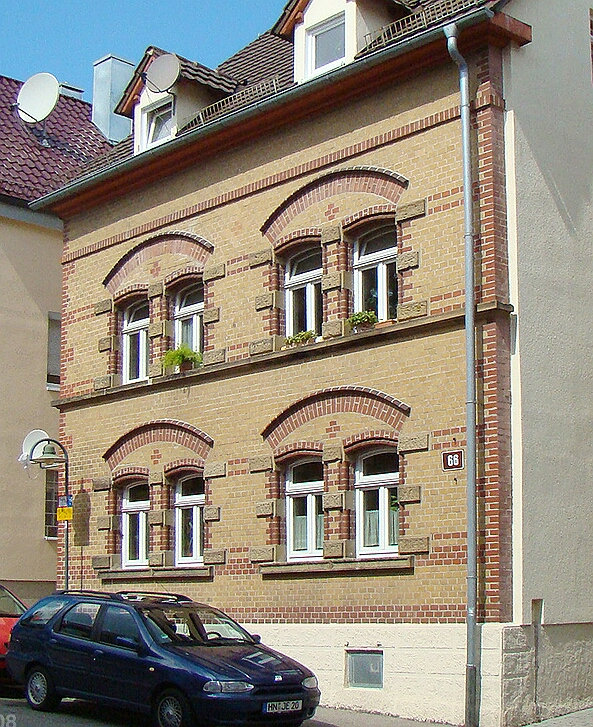
Detail der Fassade Eppinger Straße 66

Das Wohnhaus Eppinger Straße 66 im Heilbronner Stadtteil Böckingen ist ein privater Profanbau, der um 1900 errichtet worden ist. Das denkmalgeschützte Gebäude gilt als Kulturdenkmal.

## Beschreibung
Das Wohnhaus ist ein traufständiger, zweistöckiger Sichtziegelbau. Die Fassade wird spiegelsymmetrisch durch Fensterachsen gegliedert. Die Zwillingsfenster bestehen jeweils aus Korbbögen-Fenster. Diese werden durch einen gemeinsamen Segmentbogen in farbig, kontrastierendem Sichtziegelwerk als Fensterbekrönung zusammengefasst. Weiterhin zeigt das Fenstergewände Bosse in Sandstein. Ein Stockwerkgesims wird durch ein profiliertes Gesims in Sandstein dargestellt. Das Gesims unterhalb der Dachtraufe wird durch ein profiliertes Gesims in Sichtziegelwerk dargestellt. Weitere horizontale Gesimse und Eckquaderung werden lediglich im farbig, kontrastierenden Sichtziegelwerk dargestellt.

## Geschichte
Bauherr Stegmüller ließ in der Eppinger Straße sechs unmittelbar benachbarte Gebäude in dekorativer Sichtziegelbauweise errichten. Neben diesem Gebäude sind dies Nr. 47/49, Nr. 51, Nr. 64, Nr. 68 und Nr. 72. Das Haus gehört zu einer städtebaulichen Neuanlage im Norden des historischen alten Dorfes Böckingens.